# Tragatsch
Erwin Tragatsch is in motorrijderskringen het meest bekend van zijn "motorbijbel", waarin een groot aantal motorfietsmerken zijn beschreven. Maar hij bouwde zelf ook enkele motorfietsen.
Erwin Tragatsch Motors, Zwittau (Svitavy) (1946-1949).
De Tsjechische schrijver van de boeken “Alle Motorräder 1894-1981” en “The Illustrated Encyclopedia Of Motorcycles” bouwde enkele jaren baanmachines met 348- en 498 cc JAP-motoren.
- Zie ook: Not Appearing In Tragatsch